# Tripneustes depressus
A Tripneustes depressus a tengerisünök (Echinoidea) osztályának Camarodonta rendjébe, ezen belül a Toxopneustidae családjába tartozó faj.

## Források

Akváriumi példány

## Előfordulása
A Tripneustes depressus a Csendes-óceán panamai és az ahhoz közeli részein fordul elő.
Városi akváriumokban is látható.